# Taphaeus robiginosus
Taphaeus robiginosus är en stekelart som beskrevs av Papp 2003. Taphaeus robiginosus ingår i släktet Taphaeus och familjen bracksteklar. Inga underarter finns listade i Catalogue of Life.